# ちゅるサマ!
『ちゅるサマ!』は、26時のマスカレイドのメジャーデビュー・アルバム。2019年（令和元年）8月7日にEMI Records（ユニバーサルミュージック）からリリースされた。

## 背景とリリース
2016年10月30日に結成・初お披露目 された26時のマスカレイド（以下、ニジマスと略す）は、インディーズレーベルから2017年にミニ・アルバム『ハートサングラス』、2018年に『チャプチャパ』『スノウメモリー』という2枚のシングルを発表。その間メンバー2名の脱退 を経て5人組になったニジマスは、2019年2月6日にTSUTAYA O-EASTで行われたライブ「2月6日のマスカレイド〜今宵はバンドで踊りましょ?〜」において、同年夏のメジャーデビューを正式に発表した。メンバーの森みはるは自身のInstagramでその旨を伝えた際「発表された瞬間は涙が止まらなかった。たくさん待たせちゃってごめんね。」とコメントしている。
アルバムは通常盤A・Bの2種と初回限定盤の計3種類がリリースされた。通常盤は8曲入りだが、最後の1曲が異なる。また1,111円（税抜）という8曲入りのアルバムとしては破格の安値となっている。初回限定盤は7曲入りのCDと、2019年5月12日に品川ステラボールで行われた「ニジマスストーリー第5章〜26時のオープニングセレモニー〜」 の模様を収録したDVDが付いたユニバーサルミュージックストア限定盤となっている。
なお、大門果琳は発売2か月後の2019年10月にグループを卒業、表舞台から退いたため、本アルバムがニジマスメンバーとして最後の参加作品となった。

## チャート成績
2019年8月7日付オリコンデイリーアルバムチャートで1位にランクインし、同月19日付オリコン週間アルバムランキングでも36,771枚を売り上げ、同日発売のA.B.C-Z『Going with Zephyr』を3,155枚差で抑え、初登場1位を獲得した。プラチナムプロダクション所属アーティストのCD作品がオリコン1位を獲得したのは、2011年5月4日に発売されたぱすぽ☆のメジャーデビュー・シングル『少女飛行』 以来8年3ヶ月ぶりで、アルバムとしては初の快挙である。また発売したユニバーサルミュージックにとっては、元号が令和に変わってから初となる、日本の女性アイドルグループによる1位獲得アルバムとなった。
なおこの週のオリコンシングルチャートでは、BEYOOOOONDSのデビュー・シングル『眼鏡の男の子/ニッポンノD・N・A!/Go Waist』 が1位を獲得しており、女性アイドルグループのメジャーデビューCDが揃って1位を獲得する結果となった。
オリコンによる本作のチャート登場回数は2回である。
| チャート（2019年）            | ランキング           | 最高順位 | 出典   |
| ----------------------------- | -------------------- | -------- | ------ |
| オリコン                      | デイリーアルバム     | 1位      | [ 7 ]  |
| オリコン                      | 週間アルバム         | 1位      | [ 8 ]  |
| オリコン                      | デジタルアルバム     | 4位      | [ 11 ] |
| Billboard Japan Hot Albums    | CDセールス           | 1位      | [ 12 ] |
| Billboard Japan Hot Albums    | ダウンロード         | 4位      | [ 12 ] |
| タワーレコードJ-POPランキング | デイリーアルバム     | 2位      | [ 13 ] |
| タワーレコードJ-POPランキング | 週間アルバム         | 1位      | [ 14 ] |
| タワーレコードJ-POPランキング | 週間アイドルチャート | 1位      | [ 15 ] |
| 第8回アイドル楽曲大賞         | アルバム部門         | 7位      | [ 16 ] |

## 収録曲解説
1. ちゅるサマ!
作詞：すぅ（SILENT SIREN）／作曲：クボナオキ／編曲：クボナオキ、遠藤ナオキ／演奏時間 5:16
  - 本作のタイトルチューン。作詞は事務所及びレコード会社の先輩であるSILENT SIRENの「すぅ」こと吉田菫、作曲はサイサイの作品を数多く手掛けるクボナオキが担当[17]。吉田は本曲について「女の子はいつもちゅるちゅるでいたいのです。恋をしてお肌も、心も、ちゅるちゅるで常に潤いたいんです。こんな言葉で歌ってるのを想像してニヤニヤしながら作りました!」とコメントしている[4]。
  - ライブでは先述の品川ステラボール公演のアンコールで初披露[5]。テレビでは日本テレビの音楽番組『バズリズム02』2019年8月度POWER PLAYに使用。同年8月31日未明放送の同番組でスタジオ歌唱している[18]。
  - ミュージックビデオの演出はやました監督（MAZRI inc.）が担当。
2. エンジェルナンバー
作詞：すぅ（SILENT SIREN）／作曲・編曲：クボナオキ／演奏時間 4:28
  - タイトルは“幸せを呼ぶ天使からのメッセージ”を意味する番号のこと。2019年7月6日にららぽーと柏の葉で初披露された[19][20]。
  - 作詞した吉田はこのタイトルで書きたかったとTwitterでコメントしており、ニジマスに提供することがすごく嬉しかったとのこと[21]。
  - ベースに白神真志朗、ドラムは「ちゅるサマ!」にも参加した渡邊悠が担当[17]。
  - 本曲のダンスレッスン時は大変な思いをしたと「Pop'n Roll」のインタビューで語っており、来栖りん曰く「右足が死んだ。1週間後とかに腕が痛くなった」とのこと[22]。
  - 2020年3月25日にRakuten LIVEで生配信された、Rakuten Musicオフィシャル番組『朗読女子』において、リーダーの江嶋綾恵梨が本曲の歌詞を朗読した[23]。
3. アルタイルよ教えて
作詞・作曲・編曲：koma'n／演奏時間 5:33
  - 男性ヴォーカルユニット「ROOT FIVE」のkoma'n（駒沢浩人）が制作したバラード[22]。2019年7月15日にららぽーと新三郷で初披露された[24]。ヴァイオリンに岡部磨知が参加している[25]。
4. B dash!
作詞：26時のマスカレイド／作曲・編曲：かずぼーい／演奏時間 4:21
  - ニジマスの原点となっている最初のオリジナル曲。先述のインディーズ3作品には収録されておらず、本作で初CD化となったが、結成当時（2016年10月）は7人組だったため、本作では5人で歌い直している[22]。
5. ハローハロー
作詞：26時のマスカレイド／作曲・編曲：クボナオキ[17]／演奏時間 4:51
  - 「B dash!」に続く2作目のオリジナル曲。CDでの初出はインディーズ第1作『ハートサングラス』だったが、発売当時（2017年6月）は6人組だったため、本作では5人で歌い直している[22]。
6. ハートサングラス
作詞：26時のマスカレイド／作曲・編曲：クボナオキ／演奏時間 4:21
  - 先述のインディーズ第1作のタイトルチューンで、ニジマス通算9作目のオリジナル曲。こちらも5人で歌い直している[22]。
  - ベースに白神真志朗、ドラムに渡邊悠が参加[17]。
  - メンバーの来栖りんが出演するPCオンラインゲーム『メイプルストーリー2』（2なのに3D編）のCMソングとして使用[26]。
  - 2019年2月23日に行われた『@JAM The field Vol.15』[注 4] 内の特別企画で、本曲のミュージックビデオの新バージョン制作が決定され、太田大貴（M-AG）の演出により「ハートサングラス -2019 Summer Ver.-」が発表された。
  - 千葉ロッテマリーンズに所属する廣畑敦也投手の登場曲に使用されている。
7. LOVE&FISH
作詞・作曲・編曲：koma'n／演奏時間 3:20
  - kona'nが制作したメンバー紹介ソング。ニジマス通算24作目の楽曲として、先述のTSUTAYA O-EASTのライブで初披露された[2]。本アルバム収録全曲の中で演奏時間が最も短い。

### 通常盤ボーナストラック
- 心から…
作詞：26時のマスカレイド／作曲・編曲：かずぼーい／演奏時間 4:46
先述のインディーズ第1作に収録された楽曲。こちらも5人で歌い直している[22]。
- ゼンキンセン
作詞・作曲・編曲：koma'n／ミキシングエンジニア：KAMO SHOHEY／演奏時間 5:50
ニジマス通算15作目のオリジナル曲として2017年12月25日に発表されたが、翌年にリリースされたインディーズシングル2作には収録されておらず、本作で初CD化となった。本アルバム収録全曲の中で演奏時間が最も長い[注 6]。
タイトルは「漸近線」の片仮名読みで、koma'nは「どんどん努力して、決して完成はせず、日々目標へ向かってきらきらした目で走り続けてほしい」という思いを込めて付けたという[27]。
ギターに村山遼、ベースに御供信弘が参加[27]。ミュージックビデオの演出は太田大貴（M-AG）が手掛けた。

## トラックリスト

### 通常盤A（UPCH-20521）
| #         | タイトル               | 作詞                 | 作曲       | 編曲                   | 時間  |
| --------- | ---------------------- | -------------------- | ---------- | ---------------------- | ----- |
| 1.        | 「ちゅるサマ!」        | すぅ（SILENT SIREN） | クボナオキ | クボナオキ、遠藤ナオキ | 4:28  |
| 2.        | 「エンジェルナンバー」 | すぅ（SILENT SIREN） | クボナオキ | クボナオキ             | 4:28  |
| 3.        | 「アルタイルよ教えて」 | koma'n               | koma'n     | koma'n                 | 5:33  |
| 4.        | 「B dash!」            | 26時のマスカレイド   | かずぼーい | かずぼーい             | 4:21  |
| 5.        | 「ハローハロー」       | 26時のマスカレイド   | クボナオキ | クボナオキ             | 4:51  |
| 6.        | 「ハートサングラス」   | 26時のマスカレイド   | クボナオキ | クボナオキ             | 4:21  |
| 7.        | 「LOVE&FISH」          | koma'n               | koma'n     | koma'n                 | 3:20  |
| 8.        | 「心から…」            | 26時のマスカレイド   | かずぼーい | かずぼーい             | 4:46  |
| 合計時間: | 合計時間:              | 合計時間:            | 合計時間:  | 合計時間:              | 36:08 |

### 通常盤B（UPCH-20522）
| #         | タイトル               | 作詞                 | 作曲       | 編曲                   | 時間  |
| --------- | ---------------------- | -------------------- | ---------- | ---------------------- | ----- |
| 1.        | 「ちゅるサマ!」        | すぅ（SILENT SIREN） | クボナオキ | クボナオキ、遠藤ナオキ | 4:28  |
| 2.        | 「エンジェルナンバー」 | すぅ（SILENT SIREN） | クボナオキ | クボナオキ             | 4:28  |
| 3.        | 「アルタイルよ教えて」 | koma'n               | koma'n     | koma'n                 | 5:33  |
| 4.        | 「B dash!」            | 26時のマスカレイド   | かずぼーい | かずぼーい             | 4:21  |
| 5.        | 「ハローハロー」       | 26時のマスカレイド   | クボナオキ | クボナオキ             | 4:51  |
| 6.        | 「ハートサングラス」   | 26時のマスカレイド   | クボナオキ | クボナオキ             | 4:21  |
| 7.        | 「LOVE&FISH」          | koma'n               | koma'n     | koma'n                 | 3:20  |
| 8.        | 「ゼンキンセン」       | koma'n               | koma'n     | koma'n                 | 5:50  |
| 合計時間: | 合計時間:              | 合計時間:            | 合計時間:  | 合計時間:              | 37:12 |

### ユニバーサルミュージックストア限定盤（PDCN-1919）
| #         | タイトル               | 作詞                 | 作曲       | 編曲                   | 時間  |
| --------- | ---------------------- | -------------------- | ---------- | ---------------------- | ----- |
| 1.        | 「ちゅるサマ!」        | すぅ（SILENT SIREN） | クボナオキ | クボナオキ、遠藤ナオキ | 4:28  |
| 2.        | 「エンジェルナンバー」 | すぅ（SILENT SIREN） | クボナオキ | クボナオキ             | 4:28  |
| 3.        | 「アルタイルよ教えて」 | koma'n               | koma'n     | koma'n                 | 5:33  |
| 4.        | 「B dash!」            | 26時のマスカレイド   | かずぼーい | かずぼーい             | 4:21  |
| 5.        | 「ハローハロー」       | 26時のマスカレイド   | クボナオキ | クボナオキ             | 4:51  |
| 6.        | 「ハートサングラス」   | 26時のマスカレイド   | クボナオキ | クボナオキ             | 4:21  |
| 7.        | 「LOVE&FISH」          | koma'n               | koma'n     | koma'n                 | 3:20  |
| 合計時間: | 合計時間:              | 合計時間:            | 合計時間:  | 合計時間:              | 31:22 |

| #  | タイトル                                                                                                 | 作詞 | 作曲・編曲 |
| -- | --- | ---- | ---------- |
| 1. | 「『ニジマスストーリー第5章〜26時のオープニングセレモニー〜』LIVE映像」(2019年5月12日、品川ステラボール) |      |            |